# Liste des ministres prussiens de l'Agriculture
Liste des ministres prussiens de l'agriculture .
La catégorie connexe est Ministre prussien de l'Agriculture.
Dans la première moitié du XIXe siècle, ce domaine d'activité est principalement couvert par le ministère de l'Intérieur. Toutefois, les questions de propriété et de revenus des domaines et des forêts relevent également du ministère des Finances (Trésor public).
En 1848, un ministère indépendant est formé. Le titre officiel est : "Ministre de l'Agriculture, des Domaines et des Forêts". Les premiers titulaires à long terme sont encore ministres de l'Intérieur en même temps.
| Nom                                                         | Prise de fonction | Démission         | Image |
| ----------------------------------------------------------- | ----------------- | ----------------- | --- |
| Rudolf Edouard Julius Gierke (de)                           | 25 juin 1848      | 21 septembre 1848 | Wappen des Königreichs Preußen · Otto Theodor von Manteuffel · Karl Otto von Manteuffel · Abgeordnete des vereinigten Landtages · Karl Rudolf Friedenthal · Wahlplakat für Hugenberg |
| Otto Theodor von Manteuffel                                 | 8 novembre 1848   | 19 décembre 1850  | Wappen des Königreichs Preußen · Otto Theodor von Manteuffel · Karl Otto von Manteuffel · Abgeordnete des vereinigten Landtages · Karl Rudolf Friedenthal · Wahlplakat für Hugenberg |
| Ferdinand Otto Wilhelm Henning von Westphalen (par intérim) | 19 décembre 1850  | 16 octobre 1854   | Wappen des Königreichs Preußen · Otto Theodor von Manteuffel · Karl Otto von Manteuffel · Abgeordnete des vereinigten Landtages · Karl Rudolf Friedenthal · Wahlplakat für Hugenberg |
| Karl Otto von Manteuffel                                    | 16 octobre 1854   | 6. novembre 1858  | Wappen des Königreichs Preußen · Otto Theodor von Manteuffel · Karl Otto von Manteuffel · Abgeordnete des vereinigten Landtages · Karl Rudolf Friedenthal · Wahlplakat für Hugenberg |
| Erdmann III comte von Pückler (de)                          | 6 novembre 1858   | 17 mars 1862      | Wappen des Königreichs Preußen · Otto Theodor von Manteuffel · Karl Otto von Manteuffel · Abgeordnete des vereinigten Landtages · Karl Rudolf Friedenthal · Wahlplakat für Hugenberg |
| Heinrich Friedrich August von Itzenplitz                    | 17 mars 1862      | 8 décembre 1862   | Wappen des Königreichs Preußen · Otto Theodor von Manteuffel · Karl Otto von Manteuffel · Abgeordnete des vereinigten Landtages · Karl Rudolf Friedenthal · Wahlplakat für Hugenberg |
| Werner Ludolph Erdmann von Selchow                          | 9 décembre 1862   | 13 janvier 1873   | Wappen des Königreichs Preußen · Otto Theodor von Manteuffel · Karl Otto von Manteuffel · Abgeordnete des vereinigten Landtages · Karl Rudolf Friedenthal · Wahlplakat für Hugenberg |
| Othon de Kœnigsmark                                         | 13 janvier 1873   | 8 décembre 1873   | Wappen des Königreichs Preußen · Otto Theodor von Manteuffel · Karl Otto von Manteuffel · Abgeordnete des vereinigten Landtages · Karl Rudolf Friedenthal · Wahlplakat für Hugenberg |
| Heinrich Karl Julius von Achenbach                          | 8 décembre 1873   | 19 septembre 1874 | Wappen des Königreichs Preußen · Otto Theodor von Manteuffel · Karl Otto von Manteuffel · Abgeordnete des vereinigten Landtages · Karl Rudolf Friedenthal · Wahlplakat für Hugenberg |
| Karl Rudolf Friedenthal                                     | 19 septembre 1874 | 13 juillet 1879   | Wappen des Königreichs Preußen · Otto Theodor von Manteuffel · Karl Otto von Manteuffel · Abgeordnete des vereinigten Landtages · Karl Rudolf Friedenthal · Wahlplakat für Hugenberg |
| Robert Sigmund Maria Joseph Lucius von Ballhausen (de)      | 13 juillet 1879   | 13 novembre 1890  | Wappen des Königreichs Preußen · Otto Theodor von Manteuffel · Karl Otto von Manteuffel · Abgeordnete des vereinigten Landtages · Karl Rudolf Friedenthal · Wahlplakat für Hugenberg |
| Wilhelm Carl Heinrich von Heyden- Cadow                     | 13 novembre 1890  | 9 novembre 1894   | Wappen des Königreichs Preußen · Otto Theodor von Manteuffel · Karl Otto von Manteuffel · Abgeordnete des vereinigten Landtages · Karl Rudolf Friedenthal · Wahlplakat für Hugenberg |
| Ernst von Hammerstein-Loxten                                | 9 novembre 1894   | 5 mai 1901        | Wappen des Königreichs Preußen · Otto Theodor von Manteuffel · Karl Otto von Manteuffel · Abgeordnete des vereinigten Landtages · Karl Rudolf Friedenthal · Wahlplakat für Hugenberg |
| Victor Adolf Theophil von Podbielski                        | 8 mai 1901        | 11 novembre 1906  | Wappen des Königreichs Preußen · Otto Theodor von Manteuffel · Karl Otto von Manteuffel · Abgeordnete des vereinigten Landtages · Karl Rudolf Friedenthal · Wahlplakat für Hugenberg |
| Johann Friedrich Bernd par Arnim Criewen                    | 23 novembre 1906  | 18 juin 1910      | Wappen des Königreichs Preußen · Otto Theodor von Manteuffel · Karl Otto von Manteuffel · Abgeordnete des vereinigten Landtages · Karl Rudolf Friedenthal · Wahlplakat für Hugenberg |
| Clemens August baron von Schorlemer-Lieser (de)             | 18 juin 1910      | 6 août 1917       | Wappen des Königreichs Preußen · Otto Theodor von Manteuffel · Karl Otto von Manteuffel · Abgeordnete des vereinigten Landtages · Karl Rudolf Friedenthal · Wahlplakat für Hugenberg |
| Paul von Eisenhart-Rothe (de)                               | 7 août 1917       | 12 novembre 1918  | Wappen des Königreichs Preußen · Otto Theodor von Manteuffel · Karl Otto von Manteuffel · Abgeordnete des vereinigten Landtages · Karl Rudolf Friedenthal · Wahlplakat für Hugenberg |
| Otto Braun                                                  | 14 novembre 1918  | 10 mars 1921      | Wappen des Königreichs Preußen · Otto Theodor von Manteuffel · Karl Otto von Manteuffel · Abgeordnete des vereinigten Landtages · Karl Rudolf Friedenthal · Wahlplakat für Hugenberg |
| Herman Warmbold                                             | 21 avril 1921     | 1er novembre 1921 | Wappen des Königreichs Preußen · Otto Theodor von Manteuffel · Karl Otto von Manteuffel · Abgeordnete des vereinigten Landtages · Karl Rudolf Friedenthal · Wahlplakat für Hugenberg |
| Hugo Wendorff                                               | 7 novembre 1921   | 23 janvier 1925   | Wappen des Königreichs Preußen · Otto Theodor von Manteuffel · Karl Otto von Manteuffel · Abgeordnete des vereinigten Landtages · Karl Rudolf Friedenthal · Wahlplakat für Hugenberg |
| Heinrich Steiger (de)                                       | 18 février 1925   | 20 juillet 1932   | Wappen des Königreichs Preußen · Otto Theodor von Manteuffel · Karl Otto von Manteuffel · Abgeordnete des vereinigten Landtages · Karl Rudolf Friedenthal · Wahlplakat für Hugenberg |
| Alfred Hugenberg                                            | 11 avril 1933     | 11 juillet 1933   | Wappen des Königreichs Preußen · Otto Theodor von Manteuffel · Karl Otto von Manteuffel · Abgeordnete des vereinigten Landtages · Karl Rudolf Friedenthal · Wahlplakat für Hugenberg |
| Walther Darré                                               | 11 juillet 1933   | 1945              | Wappen des Königreichs Preußen · Otto Theodor von Manteuffel · Karl Otto von Manteuffel · Abgeordnete des vereinigten Landtages · Karl Rudolf Friedenthal · Wahlplakat für Hugenberg |

## Remarques
- Différents temps sont donnés dans la littérature. C'est parce qu'ils font référence à la nomination par intérim, la nomination par le roi et le ministre-président, l'inauguration officielle ; il en est de même pour une demande de révocation, d'approbation de départ et de transfert de fonction / nomination d'un successeur. Cela peut entraîner des lacunes ou des chevauchements, en particulier en période de turbulences.
- Au cours de sa vie, d'autres prénoms qui sont utilisés que plus tard deviennent courants dans la littérature. Par conséquent, le nom complet est donné.